# Crystal King
Crystal King (クリスタルキング, Kurisutaru Kingu) est un groupe de kayōkyoku et de pop rock japonais fondé en 1971. Ses membres ont acquis un succès commercial avec leur premier single Daitokai (大都会), qui s'est vendu à 1,5 million d'exemplaires. Le groupe est aussi connu pour sa performance dans la série Ken le Survivant, la chanson Ai o torimodose!! (愛をとりもどせ!!) ayant été choisie comme premier générique de début et Yuria... Eien ni (ユリア…永遠に) comme premier générique de fin.

## Biographie

### Les débuts
Crystal King était à l'origine constitué des chanteurs Monsieur Yoshisaki (ムッシュ吉崎, Musshu Yoshisaki) et Masayuki Tanaka, du guitariste Michio Yamashita (山下 三智夫, Yamashita Michio), du pianiste Kimiharu Namakura (中村 公晴, Nakamura Kimiharu), du claviériste Hiromi Imakiire (今給黎 博美, Imakiire Hiromi), du batteur Ken Kanefuku (金福 健, Kanefuku Ken) et du bassiste Hidetoshi Nomoto (野元 英俊, Nomoto Hidetoshi).
À l'époque, le groupe s'est singularisé par la présence de deux vocalistes : Katsumasa « Monsieur » Yoshizaki, qui donnait un côté grave et Masayaki Tanaka avec sa voix grondante donnant un côté soft.
En 1984, le groupe est choisi pour interpréter les premiers génériques de Hokuto no Ken. Yoshizaki chantait le début du couplet représentant un Kenshiro sérieux avec Tanaka en choriste lançant le fameux « You wa Schock ! ». Tanaka chantait ensuite le refrain représentant un Kenshiro plus sentimental. Il en allait de même pour la chanson reprise pour le générique de fin Yuria... Eien ni.

### Séparation et résurrection
En 1986, Masayuki Tanaka quitte le groupe et se lance dans une carrière solo mais sa voix est gravement endommagée en 1989 à cause d'une maladie. Le groupe finit par se séparer en 1995.
Début 2004, Katsumasa « Monsieur » Yoshizaki s'est lancé dans un projet solo en reprenant le nom de Crystal King. Le reste du groupe a formé Cross Road (クロスロード, Kurosu Rōdo), Tanaka les rejoignant à l'occasion pour quelques prestations.